# Íñigo de Arteaga
Íñigo de Arteaga y del Alcázar (Madrid, 4 de marzo de 1969-Toledo, 14 de octubre de 2012) fue un noble y empresario español heredero de la Casa del Infantado. xxiii conde de Saldaña, xx marqués de Távara, y viii conde de Corres.

## Biografía
Nacido en Madrid en 1969, fue el segundo hijo de Íñigo de Arteaga y Martín, XIX marqués de Távara, y de Almudena del Alcázar y Armada. Hermana mayor suya fue la escritora Almudena de Arteaga.
Realizó estudios en el colegio San Patricio de Madrid y en colegios de Inglaterra y Estados Unidos. Cursó estudios universitarios en ICADE, donde obtuvo el título de licenciado en Ciencias Económicas y Empresariales, luego en la Universidad de Columbia, donde realizó una maestría, y, finalmente, en el Real Colegio de España en Bolonia, donde se graduó de doctor con una tesis dirigida por Romano Prodi (cum laude). Posteriormente, ingresó al Ejército de Reserva, donde mantuvo el grado de alférez de Infantería de Marina. Dedicado a la banca, trabajó por once años en fusiones y en banca de inversión en el Crédit Suisse First Boston, primero, en Londres y, luego, en Madrid, desde donde ejerció como vicepresidente de CSFC España hasta su retiro en 2003.
En 1997, falleció su abuelo Íñigo de Arteaga y Falguera, XVII duque del Infantado, por lo que su padre heredó los títulos y la jefatura de la Casa del Infantado. Cinco años después, le cedió los títulos históricos de marqués de Távara y conde de Saldaña y de Corres como nuevo heredero del ducado. Sin embargo, la ley 33/2006 sobre igualdad del hombre y la mujer en el orden de sucesión al ser retroactiva lo excluyó a él y convirtió en heredera de todos los títulos a su hermana Almudena.
Vinculado a los negocios de su familia desde su salida de la banca, se dedicó especialmente a la producción oleícola y a la cría caballar y de ganado vacuno en Andalucía. 
Arteaga falleció el 14 de octubre de 2012 a los 43 años en un accidente aéreo junto a dos amigos. La avioneta que piloteaba se dirigía de Madrid a Fuentes de Andalucía cuando causas climatológicas hicieron que la aeronave se precipitara en la localidad toledana de San Pablo de los Montes. Soltero y sin descendencia, sus títulos revirtieron a su padre.